# Stazione di Milano Smistamento

Mappa del nodo ferroviario di Milano in seguito alle modifiche attuate fra il 1914 e il 1931

Milano Smistamento è lo scalo di smistamento ferroviario principale di Milano gestito da Mercitalia Rail S.r.l.. È il più grande scalo di smistamento ferroviario d'Italia.

## Storia
Nacque negli anni venti del XX secolo in stretta correlazione con la nuova stazione Centrale allo scopo di realizzare un grande scalo merci collocato strategicamente nella vicinanza della città, in direzione nord-est.
La grande area è attraversata dalla linea che da Milano Lambrate si dirige a Venezia Santa Lucia ed è raccordata con la coeva linea di cintura, diretta sia a Milano Greco Pirelli sia a Milano Rogoredo.

## Strutture e impianti
La struttura è dotata di quarantotto binari passanti: per tale motivo è il più grande scalo di smistamento ferroviario d'Italia.

### Il deposito locomotive
Milano Smistamento fungeva anche da deposito per le locomotive a vapore. Era dotato di due grandi piattaforme girevoli, di cui una coperta.
Funziona come deposito di locomotori con attività di manutenzione delle stesse macchine elettriche. Rimane una sola piattaforma girevole, mentre le officine sono collegate, oltre che da alcuni binari, da due ponti trasbordatori.
Lo scalo è deposito anche di materiale storico. Sono presenti esemplari di locomotive a vapore, di locomotive elettriche (ad esempio le locomotive FS E.636, FS E.646 ed FS E.656) e Diesel (automotore FS gruppo 211).

### L'officina ferroviaria
Tra le due piattaforme, di cui una dismessa, verso l'esterno della città, è posta l'area per le officine ferroviarie, dotata di sollevatore per i grandi lavori.

## Galleria d'immagini

### Rotabili

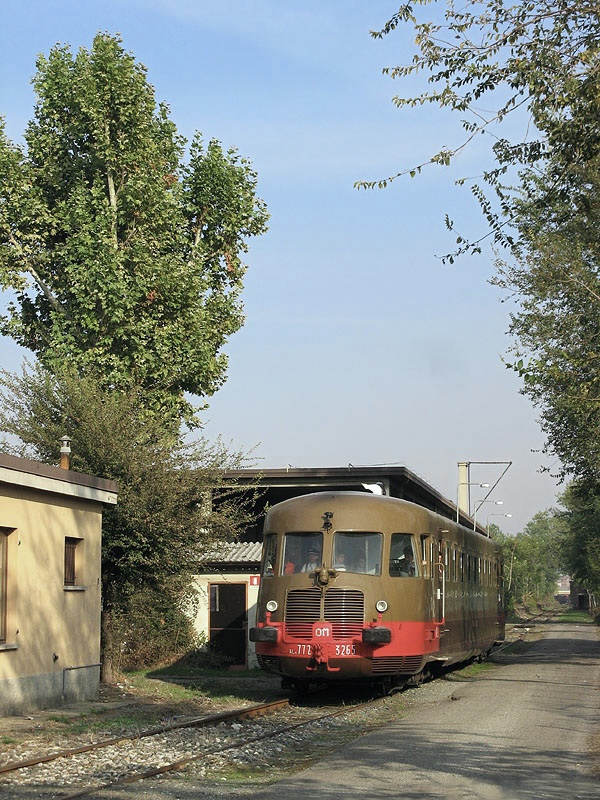
Automotrice termica ALn 772.3265 restaurata per treni speciali
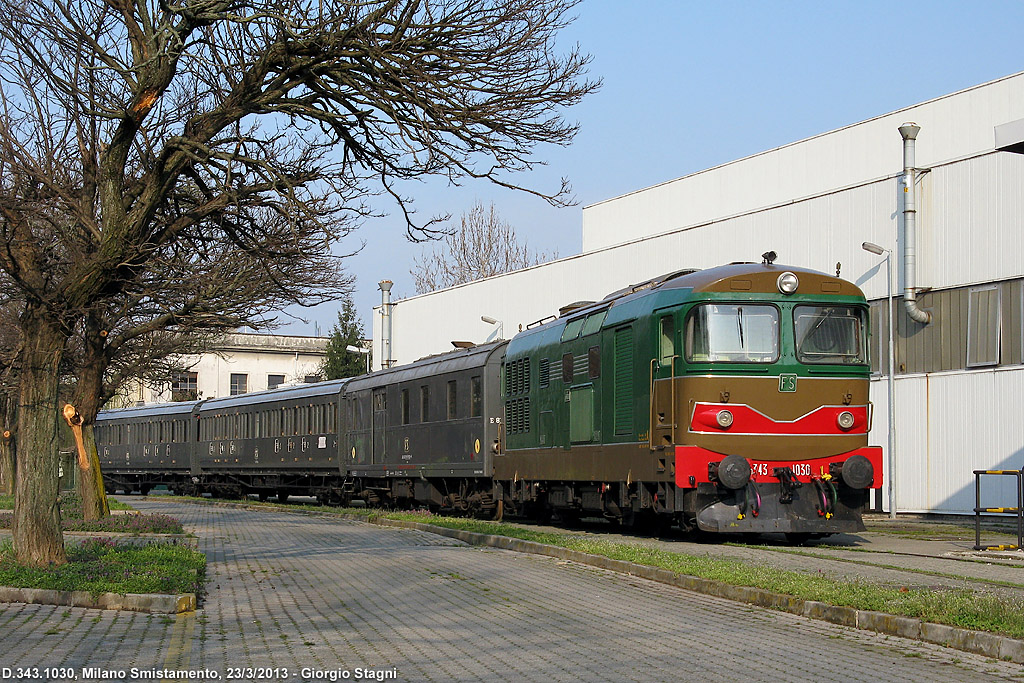
D.343.1030 ridipinta in livrea "storica" in testa ad un convoglio ed esposta insieme ad altri rotabili restaurati nel Deposito Locomotive di Milano Smistamento
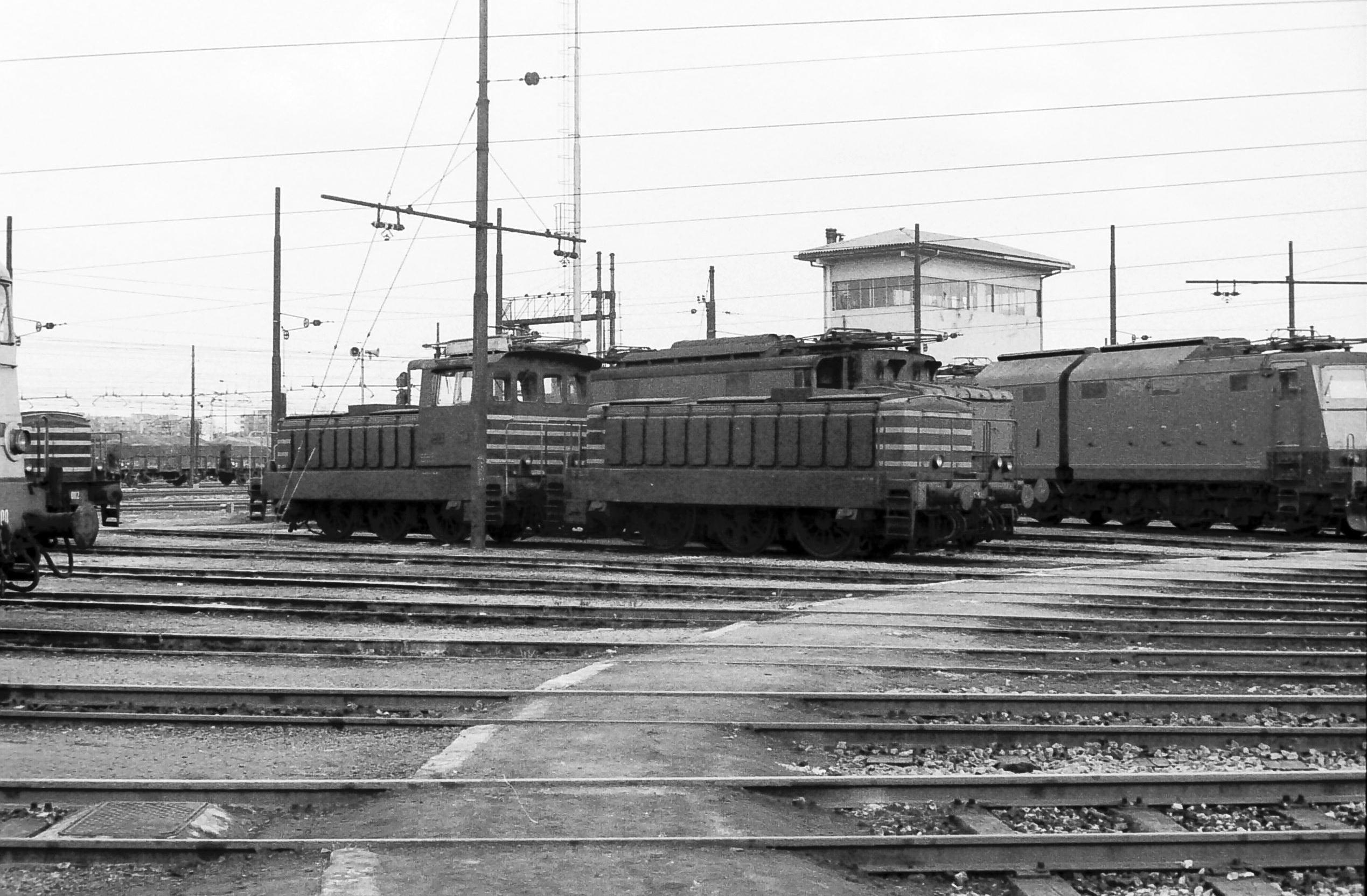
FS E.321.104 con unità accoppiata E.322.104 sulla rotonda del deposito locomotive (23 marzo 1975)